# Нар
Вижте пояснителната страница за други значения на Нар.
Нарът е вид широколистно дърво или храст от род Punica или неговият плод.
Растението е сухолюбиво и идва от Иран и централна Азия, до Хималаите. То е пренесено до Армения, средиземноморските региони, югоизточна Азия, тропическа Африка и югозападните части на САЩ. На много от тези места то се отглежда специално за ядливия си плод.
Дървото расте до около 8 метра, но рядко стига до толкова. Там, където се е засадило само, без човешки грижи, често става храст или ниско дръвче. Листата му са малки, продълговати и тесни – дълги са 3 – 7 см и са широки 2 см. Цветът му е оранжево-червен, едър с пет листа (понякога повече при култивираните растения).
Плодът е сферичен, голям колкото портокал или грейпфрут, с жълта до червеникава кора. Под кожата месото е жълтеникаво. Във вътрешността се съхраняват десетки розови, червени или винени сочни зърна, които представляват семената на нара. Целите зърна са ядливи, на вкус сладки или леко кисели.
Нарът вирее в сухи райони и не обича влага, тъй като в такава почва лесно бива нападан от гъбични заболявания. Понася слана до около −10 °C.
Нарът е определян като „лекарство“ и „антибиотик“, който подсилва много имунната система и предпазва от различни болести. С някои от своите съставки той е полезен за сърцето, понижава холестерола, спомага за това да не се развиват ракови клетки и балансира кръвната захар. Той съдържа и много антиоксиданти.
Спомага за разширяване на кръвоносните съдове, а също и блокира ензима АСЕ, вследствие на което се забелязва и понижаване на кръвното налягане. Кората на нара съдържа алкалоид, танин и гликозид, които помагат при борбата с глистите. Също така кората е „убиец“ на вируси и микроби. Помага и при кожни инфекции и рани. Друго свойство на нара е, че дава енергия и премахва умората.
Хората с ниско кръвно не трябва да пият сок от нар, защото той има свойството да понижава кръвното налягане.
Във фолклора нарът е символ на любовта и брака. Смята се, че който хапнел от плодовете му, дадени от някого другиго, никога няма да бъде забравен. Такава например е историята за Хадес и Персефона.